# Sabine Spitz
Sabine Spitz, född den 27 december 1971 i Bad Säckingen, Tyskland, är en tysk tävlingscyklist som tog brons i mountainbike vid olympiska sommarspelen 2004 i Aten och OS-guld i mountainbike fyra år senare i Peking. 